# 디와이피엔에프
디와이피엔에프(DYPNF Co. Ltd.)는 대한민국의 기업이다. 본사는 서울특별시 강서구 마곡중앙8로7길 39에 위치해 있으며 대표이사는 조좌진이다.

## 상장
2009년 12월 22일에 공모가 12,000원에 코스닥 시장에 상장하였다.

## 참고문헌
1. ↑  동양피엔에프 최대주주 조좌진 대표, 회사를 고소한 까닭은?, 아시아투데이, 2019. 06. 11
2. ↑  이차전지, 이런 기업도 있다_① 디와이피엔에프, 전기신문, 2023.09.12
3. ↑  “지난해 영업이익 증가율 1위 기계 기업은 동양피엔에프. 비결은?, 한국경제, 2019.04.18”. 2024년 5월 12일에 원본 문서에서 보존된 문서. 2024년 5월 12일에 확인함.